# Setaria liebmannii
Setaria liebmannii är en gräsart som beskrevs av Eugène Pierre Nicolas Fournier. Setaria liebmannii ingår i släktet kolvhirser, och familjen gräs. Inga underarter finns listade i Catalogue of Life.